# ガッサーン・ハムダーン
ガッサーン・ハムダーン（Ghassān Ḥamdān, Ghassan Hamdan; 1973年生 - ）はイラクの学者、詩人、翻訳者である。ルーミー、フォルーグ・ファッロフザード、ソフラーブ・セペフリー、アフマド・シャムルーなどの有名な詩人の詩をアラビア語に翻訳したことで知られる。

## 来歴
ガッサーン・ハムダーンは1973年にバグダードで生まれ、イランで育った。テヘラン大学で社会学を学んだ。1999年からシリアへ渡り、イラン情勢に関する教師、作家、翻訳者、ジャーナリスト、研究者として働いた。シリアの政情不安定化後の2015年時点でバグダードに住み、テレビのプロデューサーや翻訳者として働いている。文化番組や政治番組を担当するテレビ編集者、翻訳者として、アルアン、アルアラム、ナショナルジオグラフィック、イラン国営テレビ、ベラディ、レガなどのテレビ局で勤務した。
2015年に出版された小説「コバンザメ」を執筆。 2021年に「東の朝だった」という小さな詩集を出版した。